# 奥沃拉特
奥沃拉特（德語：Overath，發音：[ˈoːvəˌʁaːt] ⓘ）是德国北莱茵-威斯特法伦州科隆行政区莱茵-贝格县的城市，面积68.88平方千米，2023年12月31日人口为27,489人。